# UBEマシナリー
UBEマシナリー株式会社（ユービーイーマシナリー、英語: UBE Machinery Corporation, Ltd.）は山口県宇部市に本社を置く産業機械メーカー。
2025年5月、東京証券取引所への株式の上場の準備が開始された。

## 概要
宇部興産（現・UBE）の事業再構築に伴う、同社の機械・エンジニアリング事業の分社化により1999年に設立され、その翌年の2000年4月1日に営業を開始した。
かつて同社の機械・エンジニアリング事業はセメント、化学、製鉄などの各種プラントを幅広く手掛け、最盛期には同社全体の約2割弱に当たる約600億円の売上を計上していたが、海外案件の受注額低迷や長引く不況による国内での機械部門の販売不振などにより、経営状況が悪化していた。
分社化以降は、ダイカストマシン、射出成形機などの主に自動車産業向けの大型成型機の開発、製造、販売に注力したことで業績を伸ばし、現在これらの製品は国内生産トップのシェアを持つほか、橋梁（鋼橋）メーカーとしても業界大手である。

## 事業拠点
- 宇部本社・工場 - 山口県宇部市大字小串字沖ノ山1980
- 名古屋事業所 - 名古屋市港区大江町6-4
- 支店等（国内）
東京支店、名古屋支店、大阪支店、九州支店（福岡市）、西日本営業所（大阪市）、広島営業所、沖縄営業所（浦添市）
- 支店等（海外）
ソウル支店、台北支店
- 在外子会社
米国 アナーバー市、中国 上海市、タイ バンコク、インド ハリヤナ州、メキシコ グアナファト州

## 沿革
- 1914年（大正3年） - 匿名組合宇部新川鉄工所発足（現在のUBEマシナリーの実質的創業）。
- 1942年（昭和17年） - 沖ノ山炭鉱、宇部新川鉄工所、宇部セメント製造、宇部窒素工業の4社合併により宇部興産設立、同社の事業所として宇部鉄工所が新たに発足。
- 1963年（昭和38年） - 大型ダイガストマシンを開発し、世界最大（当時）型締力2200t機を納入。
- 1977年（昭和52年） - アラブ首長国連邦向けセメントプラント受注（プラント事業部として第一号の大型契約）。
- 1982年（昭和57年） - 宇部伊佐専用道路の興産大橋架橋工事を担当（土木学会田中賞受賞）。
- 1990年（平成2年） - 当時世界最大のセメントプラント（年産300万t）をタイのサイアムセメント（英語版）社から受注。
- 1999年（平成11年） - 宇部興産より産業機械部門を分社化し、宇部興産機械株式会社として設立。
- 2000年（平成12年） - 宇部興産機械株式会社の営業を開始。
- 2001年（平成13年） - 中国 上海に宇部興産機械（上海）有限公司設立。
- 2002年（平成14年） - 宇部興産から橋梁部門を事業譲渡。
- 2011年（平成23年） - インド・ハリヤナ州にUBE Machinery India Private Limitedを設立。
- 2013年（平成25年） - 子会社の宇部テクノエンジ株式会社を吸収合併。
- 2014年（平成26年） - メキシコ・グアナファト州にUBE MACHINERY MEXICO S.A. de C.V.を設立。
- 2017年（平成29年） - 三菱重工プラスチックテクノロジーの株式85%を取得し、子会社化。同社はU-MHIプラテック株式会社に商号変更。
- 2020年（令和2年） - 子会社のU-MHIプラテック及びU&Mプラスチックソリューションズを吸収合併[5]。名古屋市中村区岩塚にあった工場を同市港区大江へと移転し、名古屋事業所として開設。
- 2022年（令和4年） - UBEマシナリー株式会社に商号変更

## 主な関連会社
- 宇部スチール  -  電気炉による製鋼、製鋼圧延業
- 福島製作所 - 船用機械・産業機械等の設計・製作
- ティーユーエレクトロニクス -  プリント回路板・制御盤・制御ユニットの開発・設計・製造・販売
- 宇部興産機械（上海）有限公司  -  産業機械のサービス、製造、販売